# Tárogató
Tárogató – termin określający dwa rodzaje węgierskich narodowych instrumentów dętych z grupy aerofonów stroikowych: instrument ludowy przypominający surmę i szałamaję, z drewnianą, prostą, koniczną piszczałką, wygiętą ku górze czarą głosową, podwójnym stroikiem i kilkoma (5–8) otworami bocznymi, oraz wywodzący się od niego instrument orkiestrowy podobny do oboju i saksofonu sopranowego, z drewnianą, prostą, koniczną rurą, klapami i klarnetowym ustnikiem z pojedynczym stroikiem. Instrument miał główne zastosowanie w orkiestrach wojskowych, ale używano go również do muzykowania podczas spotkań plenerowych, na biesiadach, ślubach i pogrzebach, często z towarzyszeniem instrumentów perkusyjnych i innych dętych. Współcześnie wykorzystywany jest przez muzyków ludowych na Węgrzech i w Rumunii.

## Historia

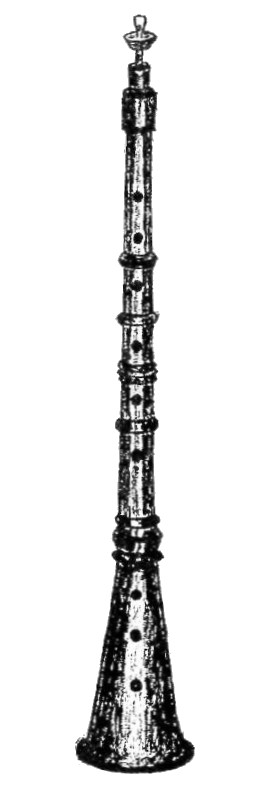
Tárogató ludowe z podwójnym stroikiem

Węgierscy badacze wiążą genezę ludowego tárogató z przypominającym surmę lub szałamaję i nazywanym przez nich „turecką piszczałką” aerofonem stroikowym o nazwie töröksíp, który używany był głównie przez osmańskie orkiestry wojskowe. Jednocześnie zwracają uwagę, że termin tárogató pojawił się w rodzimej literaturze w 2. połowie XVI wieku, a więc wcześniej niż töröksíp, wzmiankowany dopiero w połowie XVII wieku. Nie wykluczają, że tárogató i töröksíp to nazwy, które określały tę samą grupę instrumentów.
Pierwszym odnotowanym wykorzystaniem ludowego tárogató w muzyce symfonicznej była muzyka ilustracyjna skomponowana w 1839 przez Károlya Therna do libretta Szvatopluk Józsefa Gaála.
W latach 1894–1895 budowniczy instrumentów Vencel József Schunda, za namową ówczesnego dyrektora Węgierskiej Opery Państwowej Gyuli Káldyego, opracował nową konstrukcję, z klarnetowym ustnikiem, klapami, większą liczbą otworów bocznych i pozbawioną zagięcia przy roztrąbie. W 1897 Schunda uzyskał patent i zaprojektował rodzinę trzech sopranowych strojów B, As oraz Es. W niedługim czasie instrument zyskał na popularności i rozpoczęto produkcję tenorowych oraz basowych wariantów.
Gustav Mahler będąc dyrektorem Królewskiej Opery Węgierskiej w Budapeszcie wykorzystał orkiestrowe tárogató w trzecim akcie opery Tristan i Izolda Richarda Wagnera. Na jego aranżacji wzorował się Hans Richter, kiedy wystawiał to dzieło w Operze Margrabiów.
W wieku XX instrument wykorzystywali w komponowanej przez siebie muzyce m.in. Antal Molnár oraz Bogusław Schaeffer.